# Гривз, Джейкоб
Джейкоб Джон Гривз (англ. Jacob John Greaves; род. 12 сентября 2000, Коттингхем, Йоркшир и Хамбер) — английский футболист, центральный защитник клуба «Ипсвич Таун».

## Клубная карьера
Воспитанник клуба «Халл Сити», 8 августа 2019 года Гривз отправился в сезонную аренду в команду «Челтнем Таун». 17 августа 2019 года дебютировал за новый клуб в матче Лиги 2 против «Моркама», проведя на поле весь матч.
17 октября 2020 года Гривз дебютировал за «Халл Сити» в матче Лиги 1 против клуба «Рочдейл». Джейкоб провёл на поле все 90 минут, а его команда одержала победу со счётом 3:0. В сезоне 2023/24 провёл 43 игры и забил 2 гола в рамках Чемпионшипа. Он также попал в команду сезона турнира и был признан игроком года в «Халл Сити».
12 июля 2024 года клуб Премьер-лиги «Ипсвич Таун» объявил о трансфере Джейкоба Гривза.